# Всемирная премия мира
Всемирная премия мира (англ. World Peace Prize) была учреждена в 1989 году американским политиком  Робертом Леггеттом и корейским религиозным деятелем Хан Мин Су (Han Min Su), выдается организацией «Миссия Всемирного Корпуса Мира» (World Peace Corps Mission), в составе которой находится «Совет по Присуждению Всемирной Премии Мира» (World Peace Prize Awarding Council, Inc.) — некоммерческими межрелигиозными организациями.

## История
Роберт Леггетт был вдохновлен успехом Корпуса мира США, инициированного президентом США Джоном Кеннеди. Совместно с пресветерианским священником Хан Мин Су он стал соучредителем «Всемирной миссии Корпуса мира», подражающей духу этой программы.

## Премия
Премия вручается лицам, которые, внесли вклад в дело мира во всем мире, предотвращая региональные конфликты путем разрешения споров политического, дипломатического и экономического характера. Первая почетная премия была присуждена бывшему президенту США Рональду Рейгану. Следующая премия была вручена в 1995 году. Высшая почетная премия была присуждена Махатме Ганди посмертно в 2003 году.

## Конфликт
В 1997 году награда была присуждена Тауфаахау Тупоу IV, королю государства Тонга. Группа, вручившая приз, также заявила, что собирается предоставить Королевству Тонга первую в мире установку, которая будет превращать морскую воду в природный газ. Этого не произошло. Правительство Тонги заявило об обмане. New York Daily News выразила недоумение по поводу «тщательной и, насколько можно видеть, совершенно бессмысленной мистификации». Организаторы принесли извинения правительству королевства Тонга.
После того, как вице-президент Тайваня Аннет Лу приняла награду в 2001 году, в тайваньской прессе последовали критические статьи по поводу события. Представитель Лу отрицал, что Премия была мистификацией. Так же ответ руководитель оргкомитета Премии конгрессмен Лестер Вольф (Lester L. Wolff) провел пресс-конференцию в Тайбэе, где сообщил, что эпизод с природным газом в Тонга не имел прямого отношения к Премии.

## Лауреаты
Лауреатами премии являются следующие государственные, общественные и религиозные деятели:
- Рональд Рейган, бывший президент США
- Махатма Ганди, пацифист и лидер движения за независимость Индии
- Ицхак Рабин, бывший премьер-министр Израиля
- Фидель Вальдес Рамос, бывший президент Филиппин
- Якубу Гован, бывший президент Республики Нигерия
- Ли Сын Ман, бывший (первый) президент Южной Кореи
- Абдуррахман Вахид, бывший президент Индонезии[13]
- Пунсалмаагийн Очирбат, бывший президент Монголии
- Хосни Мубарак, бывший президент Египта
- Куниво Накамура, бывший президент Палау
- Мелес Зенави, бывший премьер-министр Эфиопии
- Бен Гилман, бывший представитель США
- Дордже Чанг Будда III (H.H. Dorje Chang Buddha III), буддийский религиозный лидер[14]
- Хун Сен, премьер-министр Камбоджи[15]

## Внешние ссылки
- Официальный сайт Совета по присуждению Всемирной премии мира